# AYAMI
AYAMI（あやみ、本名の名字非公開、1987年3月31日 - ）は、東京都出身の元レースクイーン・元イベントコンパニオン・元モデル。キャンプロモーションに所属していた。結婚に伴い2014年1月31日を以って芸能界から引退している。

## 人物
- 元大相撲 小結孝乃富士で元プロレスラーの安田忠夫を父に持つ。ただしAYAMIの両親は離婚しており、親権は母親側にあるため安田姓を名乗っていないが、安田の引退興行に出演するなど親交は続いている。

## レースクイーン
スーパー耐久
- 2004年 ヤングバージョンレースクイーン
- 2005年 BPキャンペーンガール
- 2006年- Koseiレーシングギャルズ

SUPER GT
- 2009年  Studie GLAD Racing 「ミクミクギャルズ」
- 2010年 GOOD SMILE RACING with COX「レーシングミクサポーターズ」
- 2011年 GSR&Studie with TeamUKYO 「レーシングミクサポーターズ」
2012年と2013年は同チームのコントローラーを務めていた[2][3]。

## CD
- 2010年11月24日『あやとり』（品番CC-1055）発売。

アニメソングをカバーしたアルバム。

## エピソード
- 2001年12月31日のINOKI BOM-BA-YE 2001で父の安田がジェロム・レ・バンナに勝利した後、リング上で肩車された。AYAMIはこの時のことを安田の引退興行で「肩車されて最悪の気分だった（丁度思春期の頃だった事もあり）」と発言している[4]。
- 2007年6月29日のイノキ・ゲノム・フェデレーション旗揚げ興行「闘今 BOM-BA-YE」で初めて父親のセコンドについた。
- 父親の試合がある時は観戦に訪れることが多い（ブログで父親との親交場面も時折紹介している。）。
- ブログで弟・妹と主に紹介している子達は橋本真也の遺児（長男（橋本大地）・長女・次女）である（父の安田がプロレスデビュー当時に橋本の付き人をしていたため、昔から家族ぐるみの交流があった）。弟とは異父姉弟にあたる。
- 2011年2月4日、後楽園ホールで開催された安田忠夫引退記念興行「日本とプロレスにおさらばします。」ではオープニングにデビュー曲を披露し、父の全計3試合にセコンドについて、試合終了後には引退式が行なわれ、父ヘ手紙を読み上げ10カウントゴングが鳴らされた後は10年前と同じくリング上で肩車された[4]。
- 2012年1月の東京オートサロンでは、雑誌『REV SPEED』（三栄書房）ブースのコンパニオンを1人で務めた[5]。
- 2012年3月25日放送の『クイズ☆タレント名鑑』の企画「USC 〜史上最大ガチ相撲トーナメント 2012 春〜」に父の安田が出場しセコンドに付いた。結果は決勝で元若麒麟の鈴川真一に破れ準優勝。
- 葉月みなみと仲が良く、イベント以外でも交流が深い[6]。
- 2013年のSUPER GT最終戦（於：ツインリンクもてぎ）が行われた2013年11月2日、ニコニコ生放送『RQ女子会 スエミィの部屋からこんばんは』にゲスト出演し、番組内で結婚を発表、また同年度限りで表舞台から退くことも明かした[7][8]。
- 2014年1月31日を以って引退、ブログも2月1日を以って更新を終了となった。AYAMIの事務所の後輩であった荒井つかさによると、現在は1児（男児）の母になったとのこと[9]。
- 2019年12月、父・安田忠夫のYouTubeチャンネルにゲスト出演[10]。